# Norris Canyon (Kalifornija)
Norris Canyon je naseljeno područje za statističke svrhe u američkoj saveznoj državi Kalifornija. Prema popisu stanovništva iz 2010. u njemu je živjelo 957 stanovnika.